# Keren Shlomo
Keren Shlomo (hebräisch קרן שלמה; * 14. Januar 1988 in Tel Aviv) ist eine ehemalige israelische Tennisspielerin.

## Karriere
Shlomo gewann auf der ITF Women’s World Tennis Tour drei Titel im Einzel und neun im Doppel.
Keren Shlomo spielte von 2010 bis 2015 für die israelische Fed-Cup-Mannschaft. In insgesamt neun Begegnungen bestritt sie 11 Partien, davon vier im Einzel und sieben im Doppel. Weder im Einzel noch im Doppel konnte sie eines ihrer Spiele gewinnen.

## Turniersiege

### Einzel
| Nr. | Datum            | Turnier   | Kategorie   | Belag     | Finalgegnerin    | Ergebnis      |
| --- | ---------------- | --------- | ----------- | --------- | ---------------- | ------------- |
| 1.  | 1. November 2009 | Tel Aviv  | ITF $10.000 | Hartplatz | Polina Rodionowa | 5:7, 6:4, 7:5 |
| 2.  | 8. Mai 2011      | Hyderabad | ITF $10.000 | Hartplatz | Han Na-lae       | 6:1, 6:4      |
| 3.  | 15. Mai 2011     | Neu-Delhi | ITF $10.000 | Hartplatz | Misa Kinoshita   | 2:6, 6:2, 6:2 |

### Doppel
| Nr. | Datum              | Turnier       | Kategorie   | Belag     | Partnerin              | Finalgegnerinnen                        | Ergebnis          |
| --- | ------------------ | ------------- | ----------- | --------- | ---------------------- | --------------------------------------- | ----------------- |
| 1.  | 6. März 2009       | Ra’anana      | ITF $10.000 | Hartplatz | Sarah Gronert          | Lucia Kovarčíková Zuzana Linhová        | 7:5, 7:5          |
| 2.  | 31. Oktober 2009   | Tel Aviv      | ITF $10.000 | Hartplatz | Chen Astrogo           | Maija Gawerowa Anna Rapoport            | 6:75, 6:4, [10:7] |
| 3.  | 29. Mai 2010       | Raanana       | ITF $10.000 | Hartplatz | Julia Glushko          | Efrat Mishor Anna Rapoport              | 3:6, 7:66, [10:3] |
| 4.  | 18. September 2010 | Mytilini      | ITF $10.000 | Hartplatz | Chen Astrogo           | Başak Eraydın Diana Isaeva              | 6:1, 6:3          |
| 5.  | 6. Oktober 2012    | Kalamata      | ITF $10.000 | Hartplatz | Trang Phuong Dai Huynh | Stefanie Stemmer Kathinka von Deichmann | 3:6, 6:2, [12:10] |
| 6.  | 7. Dezember 2012   | Potchefstroom | ITF $10.000 | Hartplatz | Kim Grajdek            | Lynn Kiro Zarah Razafimahatratra        | 2:6, 6:4, [10:8]  |
| 7.  | 8. Juni 2013       | Herzlia       | ITF $10.000 | Hartplatz | Lee Or                 | Michaela Frlicka Evgeniya Svintsova     | walkover          |
| 8.  | 28. September 2013 | Marathon      | ITF $10.000 | Hartplatz | Saray Sterenbach       | Lee Pei-chi Maria Sakkari               | 3:6, 6:1, [10:8]  |
| 9.  | 6. Juni 2015       | Tel Aviv      | ITF $10.000 | Hartplatz | Valeria Patiuk         | Ofri Lankri Alona Pushkarevsky          | 6:4, 6:2          |